# Hyamia atlantica
Hyamia atlantica är en fjärilsart som beskrevs av Herrich-Schäffer. Hyamia atlantica ingår i släktet Hyamia och familjen nattflyn. Inga underarter finns listade i Catalogue of Life.